# 7525 Kiyohira
A 7525 Kiyohira (ideiglenes jelöléssel 1992 YE) a Naprendszer kisbolygóövében található aszteroida. Natori Akira és Urata Takesi fedezte fel 1992. december 18-án.